# Mistr Sibrand
Sibrand byl zakladatel německého špitálního bratrstva a jeho první představený (mistr) v letech 1190 až 1191 či 1192, je označován proto jako Mistr Sibrand (německy Meister Sibrand, latinsky Magister Sibrandus), stál tedy u samého zrodu Řádu německých rytířů. Mistr byl někdejší titul představeného hospitálního řádu, který byl později po vzoru obdobných řádů s povýšením na rytířský nahrazen vysokým mistrem neboli velmistrem.

## Život
Řád byl založen roku 1190 v Akkonu a jedna z listin ze září 1190 mistra Sibranda přímo jmenuje jako zakladatele řádu. O jeho předchozím životě není mnoho známo, pouze to, že cestoval do Svaté země v doprovodu holštýnského hraběte. Ten se však náhle vrátil zpět do vlasti, a Sibrand převzal vedení severoněmeckého vojska křižáků.